# Fošna

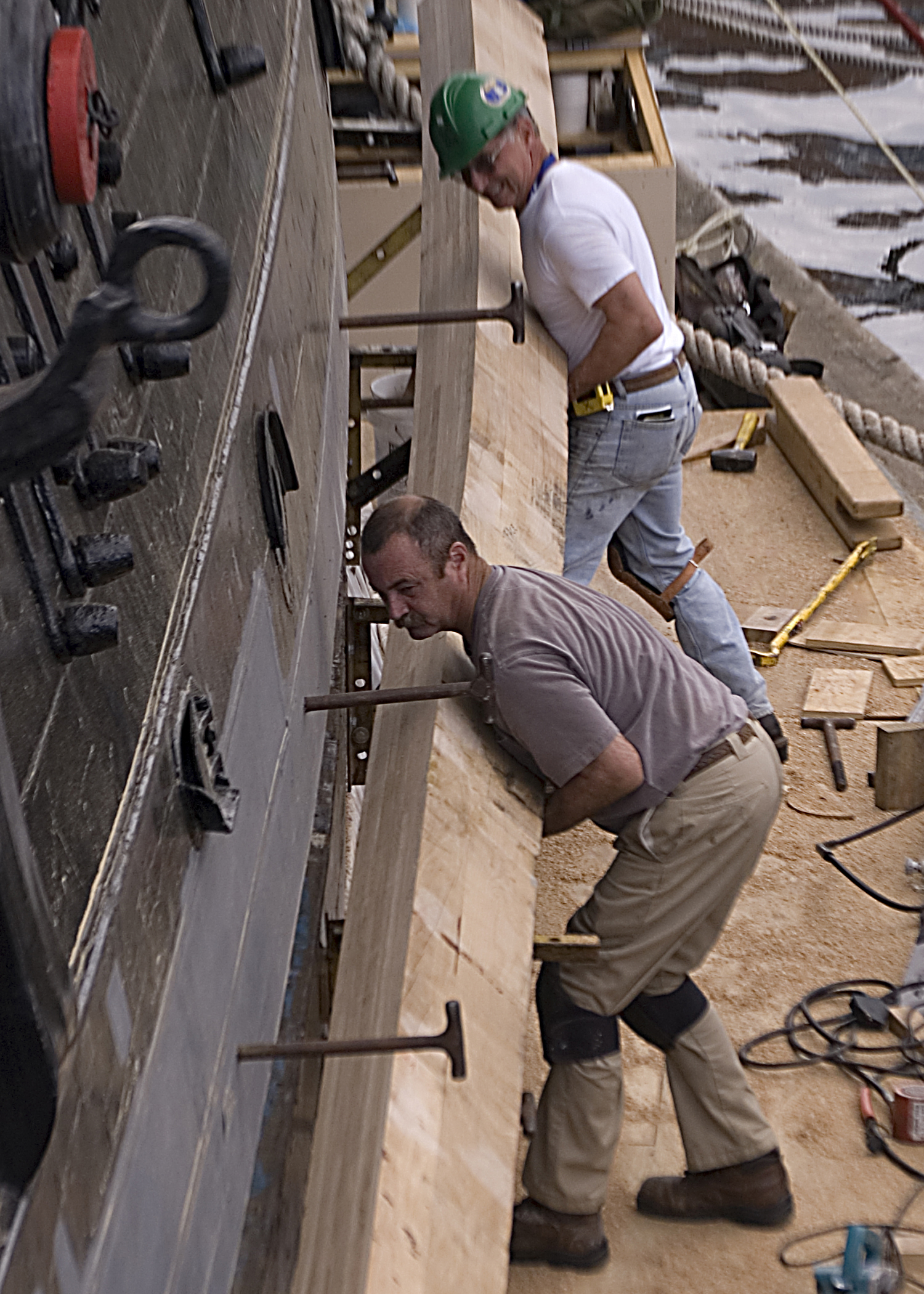
Fošna určená k opravě lodi

Fošna je druh stavebního řeziva obdobného jako prkno, ale s větší tloušťkou. Vyrábí se strojním řezáním z kmenů poražených stromů pomocí strojních pil resp. katrů.
Fošny se používají na podlahy, konstrukce zárubní a další.

## Obvyklé rozměry
Fošny jsou tlustší než prkna (ta mají tloušťku do 38 mm).
- šířka: 300–600 mm
- tloušťka: 40–100 mm
- délka: 3000–7000 mm